# Powiat Taga
Powiat Taga (jap. 多賀郡 Taga-gun) – dawny powiat w Japonii, w prefekturze Ibaraki. Z dniem 1 września 2003 roku liczył 13 403 mieszkańców i zajmował powierzchnię 72,12 km².

## Historia[2]

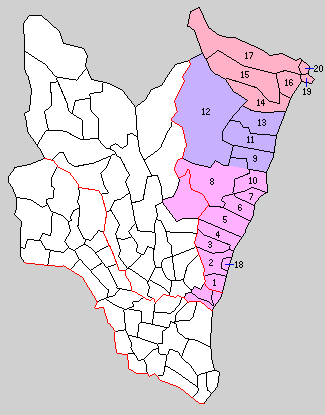
Powiat Taga (1889 r.)

- Powiat został założony 2 grudnia 1878 roku. Wraz z utworzeniem nowego systemu administracyjnego 1 kwietnia 1889 roku powiat Taga został podzielony na 5 miejscowości i 15 wiosek[3].
- 26 sierpnia 1924 – wioska Hitachi zdobyła status miejscowości. (6 miejscowości, 14 wiosek)
- 1 stycznia 1925: (8 miejscowości, 12 wiosek)
  - wioska Takasuzu zdobyła status miejscowości i zmieniła nazwę na Sukegawa.
  - wioska Kitanakagō zdobyła status miejscowości i zmieniła nazwę na Isohara.
- 17 kwietnia 1928 – wioska Matsuoka zdobyła status miejscowości. (9 miejscowości, 11 wiosek)
- 1 października 1937 – miejscowość Matsubara zmieniła nazwę na Takahagi.
- 1 kwietnia 1938 – w wyniku połączenia miejscowości Kawarago i wiosek Kokubu i Ayukawa powstała miejscowość Taga. (9 miejscowości, 9 wiosek)
- 1 września 1939 – miejscowość Hitachi połączyła się z miejscowością Sukegawa i zdobyła status miasta. (7 miejscowości, 9 wiosek)
- 11 lutego 1941 – wioska Sakaue została włączona w teren miejscowości Taga. (7 miejscowości, 8 wiosek)
- 23 listopada 1954 – miejscowość Takahagi powiększyła się o teren miejscowości Matsuoka, wioski Takaoka, części wiosek Kurosaki i Kushigata i zdobyła status miasta. (5 miejscowości, 7 wiosek)
- 11 lutego 1955 – w wyniku połączenia wiosek Kushigata i Kurosaki powstała wioska Jūō. (5 miejscowości, 6 wiosek)
- 15 lutego 1955 – miejscowość Taga i wioska Hidaka zostały włączone w teren miasta Hitachi. (4 miejscowości, 5 wiosek)
- 1 kwietnia 1955 – wioska Hanakawa  została włączona w teren miejscowości Isohara. (4 miejscowości, 4 wioski)
- 1 stycznia 1956 – wioska Jūō zdobyła status miejscowości. (5 miejscowości, 3 wioski)
- 31 marca 1956 – w wyniku połączenia miejscowości Isohara, Ōtsu, Hiragata oraz wiosek Minaminakagō, Sekinami i Sekimoto powstało miasto Kitaibaraki. (2 miejscowości)
- 20 września 1956 – miejscowość Toyoura została włączona w teren miasta Hitachi. (1 miejscowość)
- 1 listopada 2004 – miejscowość Jūō została włączona w teren miasta Hitachi. W wyniku tego połączenia powiat Taga został rozwiązany.